# Двойники

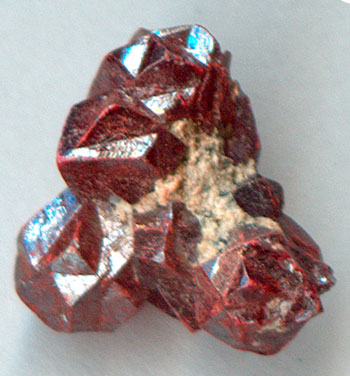
Киноварь, двойники прорастания размером ~1,5 см. Горловка

Двойниковыми кристаллами (англ. Carlsbad twin) в кристаллографии принято называть закономерное непараллельное срастание кристаллических индивидов одного минерала, связанных друг с другом осью или плоскостью симметрии, которых нет в одиночных кристаллах. Благодаря этому двойники, как правило, имеют повышенную кристаллографическую симметрию. Двойник (двойниковый) кристалл распространён в щелочных полевых шпатах.

## Описание

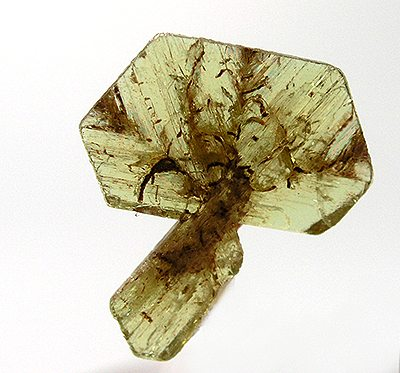
Хризоберилл (Мадагаскар)

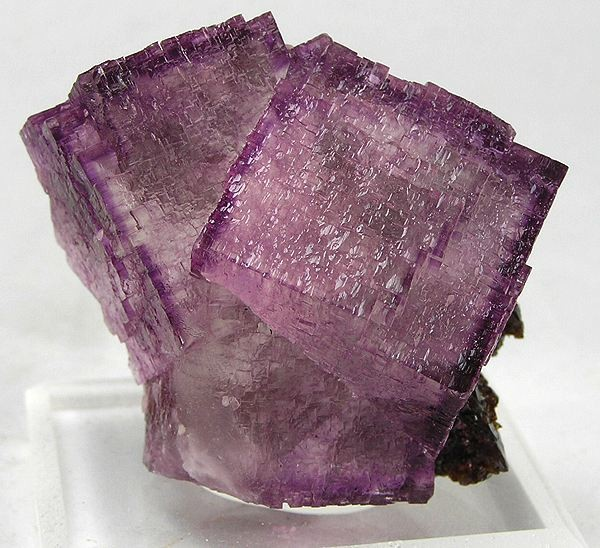
Флюорит (Теннесси, США)

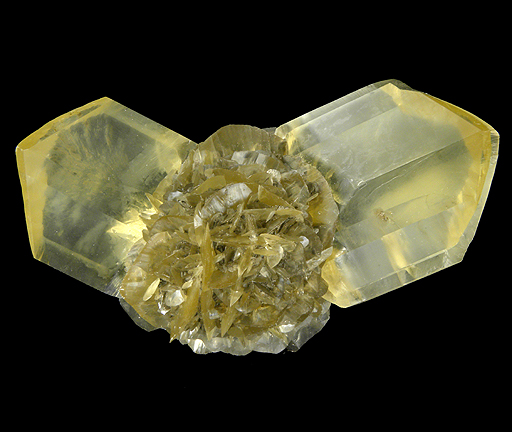
Гипс (Канада)

Помимо единичных индивидов минералы часто образуют сростки из двух или более кристаллов. В подобных сростках кристаллы имеют закономерную или неправильную взаимную ориентировку. В первом случае сростки называются двойниками, во втором — кристаллическими агрегатами.
Двойникование обычно происходит на ранних стадиях кристаллизации, при срастании двух или более кристаллических индивидов. При этом их закономерная ориентировка относительно главных кристаллографических направлений (плоскостей решётки) обычно сохраняется.
Два индивида, составляющие двойник, могут быть мысленно получены один из другого путём отражения в плоскости (двойниковая плоскость) или при повороте на 180° вокруг оси (двойниковая ось). Для большинства двойников характерны входящие углы. Среди двойниковых срастаний можно выделить три типа двойников — двойники срастания, прорастания и полисинтетические двойники. В некоторых случаях двойникование приводит к имитации кристаллов более высокой симметрии (миметические двойники).
Полисинтетические двойники представляют собой параллельные срастания нескольких (иногда множества) параллельных друг другу тонких пластинок минерала, находящихся друг относительно друга в перевернутом положении. У некоторых минералов, в частности у плагиоклазов, пластинки эти имеют микроскопическую толщину и с плоскостями их срастаний связан характерный оптический эффект — иризация. Полисинтетическое двойникование часто образуется при полиморфных превращениях или распаде твёрдых растворов у полевых шпатов — плагиоклазов, или под влиянием направленного давления (деформационные двойники скольжения у антимонита, самородной серы, сподумена и др).

## Примеры
Двойники срастания бывают, например, у кальцита, халькопирита, титанита, «японский двойник» у кварца, а двойники прорастания — у ставролита, киновари, флюорита. В двойниковании могут участвовать больше чем два индивида. Тогда говорят о тройниках, четверниках, множественных двойниковых сростках (см. хризоберилл).